# Klothilde Rauch

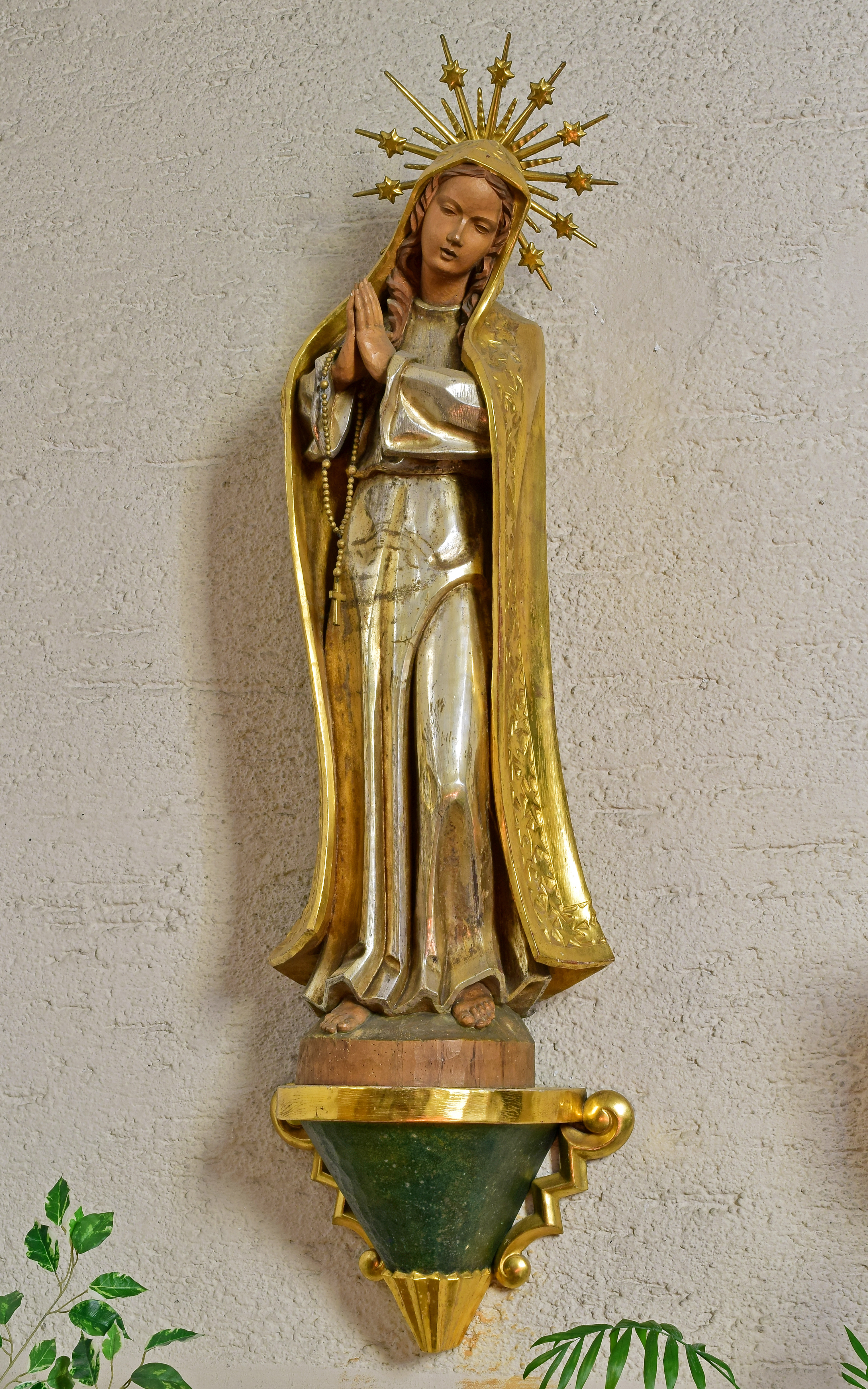
Fatima-Madonna, Pfarrkirche Gmunden

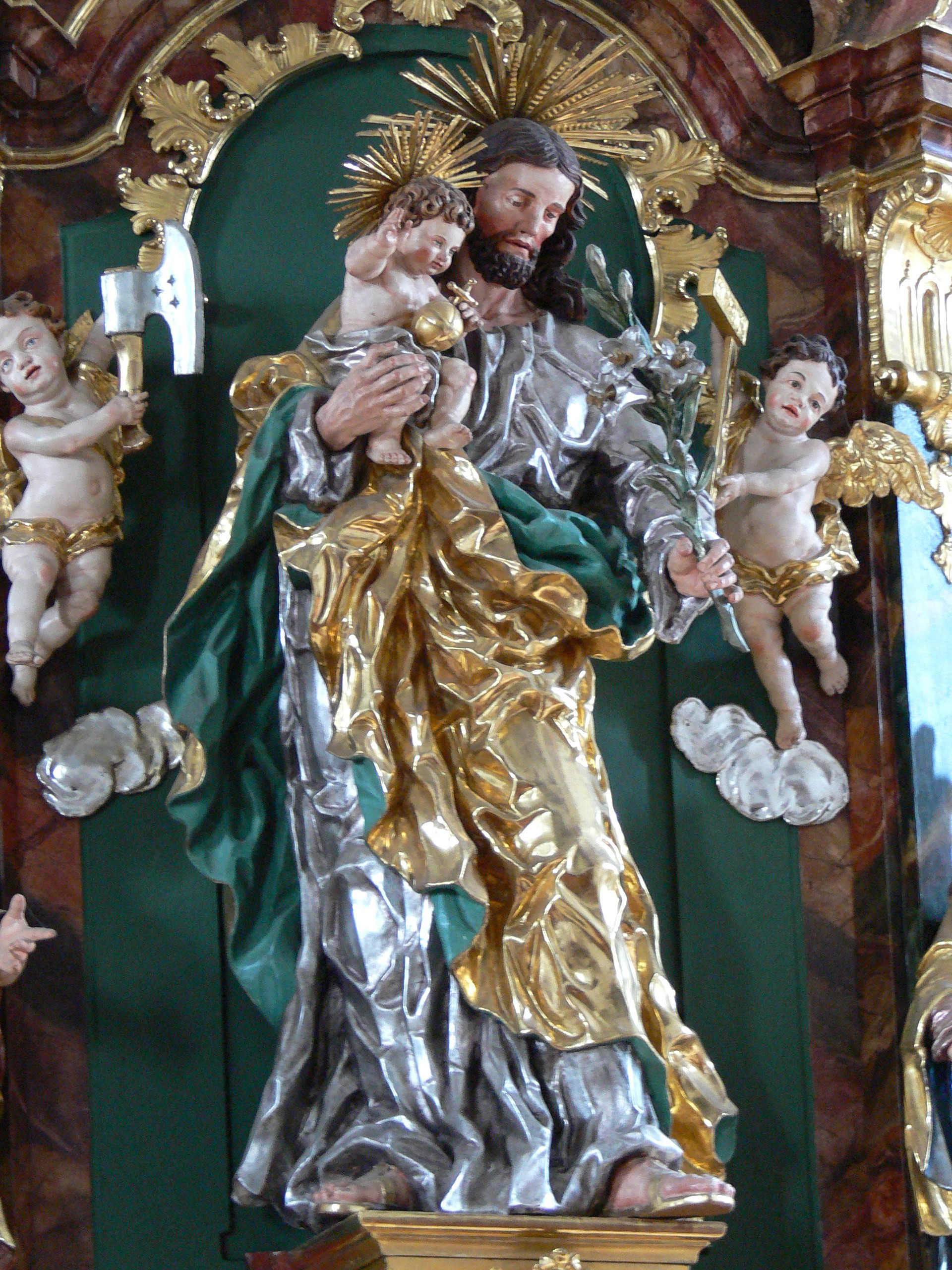
Hl. Josef, Pfarrkirche Sarleinsbach

Klothilde Rauch (* 1903 in Gutau; † 1990 in Krems an der Donau) war eine österreichische Bildhauerin und Restauratorin.

## Leben und Wirken
Klothilde Rauch war Mitarbeiterin im Atelier Jakob Adlhart und später freischaffende Bildhauerin und Restauratorin. Ihre Werkstätte befand sich in Altmünster, wo sie zahlreiche sakrale Kunstwerke schuf und restaurierte. Sie war Mitglied der Krippenfreunde Salzkammergut.
Rauch verunglückte 1990 bei Krems an der Donau tödlich. Sie wurde in Altmünster begraben.

## Werke
- Innenausstattung, Pfarrkirche Attnang
- Herz Jesu Plastik, Pfarr- und Wallfahrtskirche Kaltenberg
- Fatima-Madonna, Pfarrkirche Gmunden
- Hochaltar, Pfarrkirche Obertrum am See (mit Jakob Adlhart)
- Statue des Hl. Josef, Pfarrkirche Sarleinsbach
- Tabernakel, Pfarrkirche Gutau
- Tabernakel und großes Relief Marienkrönung, Filialkirche Niederranna
- Kreuzwegrelief Pfarrkirche Oberkappel
- Tabernakel, Pfarrkirche Pierbach
- Herz Jesu Statue und Maria mit Kind Statue, Pfarrkirche Vöcklamarkt